# Stelnica
Stelnica là một xã thuộc hạt Ialomița, România. Dân số thời điểm năm 2002 là 1853 người.